# إتيان ماتيو
إتيان ماتيو هو سياسي كندي، ولد في 21 نوفمبر 1804 في تيربون في كندا، وتوفي في 16 يناير 1872. حزبياً، نشط في Conservative Party of Quebec (historical) ‏. وقد انتخب عضو الجمعية الوطنية في كيبك ‏.